# 丹野友美
丹野 友美（たんの ともみ、1984年9月3日 - ）は、日本の女優、レースクイーン。

## 人物
- 趣味:DVD鑑賞、探検、料理
- 特技:器械体操
- 出身：公表プロフィールでは東京都となっているが、実際は埼玉県である。

## 来歴
- 2003年8月、オートサロンイメージガール『A-class』の2004年度メンバーに選ばれる。
- 2004年～2005年前半までトヨタ TEAM TOM'S・DYNACITY レースクイーン[2]、2005年後半にはapr・吉兆宝山 houzan's cosmos サーキットレディを務める。
- 2006年にはレースクイーンからタレント進出し、グラビアやドラマなどで活動するが芽が出ずレースクイーンに復帰。
- 2007年にはSUPER GTイメージガールとして、ユニット『Shiny』に在籍。同時期には三菱自動車のコンパニオンユニット『びしっこ』のメンバーとして、東京モーターショーや東京オートサロンなどのイベントに参加した。
- 2008年2月をもって、所属していたフェイスネットワークを退所。それ以降は別の芸能事務所に入らずフリーで撮影会を中心に活動していたが、2010年1月10日開催予定の撮影会をもって活動を休止することを発表した[3]。

## TV

### ドラマ
- たったひとつの恋(日本テレビ）-　第1話に出演
- ギャルサー（日本テレビ） -  ムツコ役

### バラエティ
- グッサンカフェ（BSジャパン） -  3代目グッサンズ
- やりすぎコージー（テレビ東京）　-　初代やりすぎガール

## メディア
- 東京美容脱毛センターイメージキャラクター
- フリーペーパー「aqua」8月号の表紙
- モーターファン別冊 ニューモデル速報

## DVD
- 「again 丹野友美/西村紗也禾/片瀬まひろ/服部美貴」（ビーエムドットスリー株式会社）2005年9月28日発売
- 「とも♥ワールド」（スパークビジョン）2007年1月26日発売